# Casa mobile

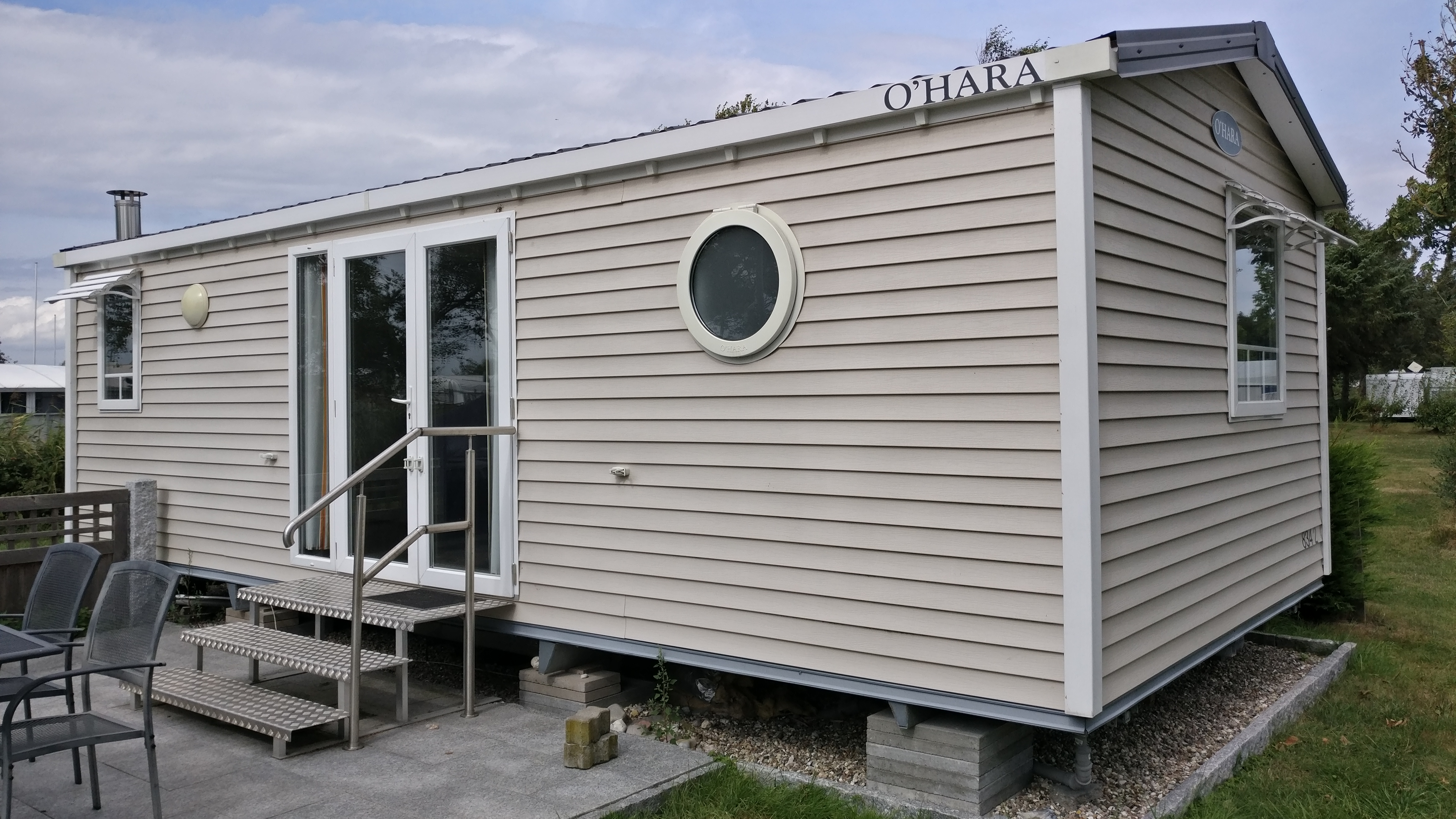
Una moderna casa mobile europea

Una casa mobile è un'unità abitativa portatile il cui interno è paragonabile a un appartamento. Sì può quindi considerare una forma di architettura mobile. Tuttavia, a differenza delle roulotte, le case mobili non sono omologate per la circolazione su strada e possono essere trasportate solo su lunghe distanze su camion. Per spostarsi in un campeggio o in un parcheggio per roulotte, una casa mobile ha un solo asse senza freno.
La mobilità ridotta è sufficiente per avere una casa vacanza con l'installazione di case mobili in campeggi permanenti, cosa consentita in alcuni Stati come la Germania, senza dover rispettare le consuete norme edilizie.
Le case mobili poggiano su ruote e sono stabilizzate da trampoli regolabili. Si tratta quindi di una grande roulotte costruita in fabbrica il cui movimento su strade pubbliche deve essere effettuato da convogli eccezionali. È quindi necessario un trattore specializzato per spostarla in un sito permanente o semipermanente.

## Struttura
La costruzione di una casa mobile segue sostanzialmente un certo schema. Questo può variare leggermente a seconda del modello e del produttore. Anche i materiali e i materiali isolanti differiscono e possono essere adattati ai desideri del cliente.

### Pavimento e telaio
In una casa mobile, la base del pavimento è spesso costituita da uno strato di travetti e da un telaio portante. Questo può essere fatto di legno o acciaio. Sulla struttura portante possono essere posati pannelli per pavimento in multistrato . A seconda del modello e della fascia di prezzo, tra la struttura portante e i pannelli del pavimento è presente uno strato isolante, che può variare di spessore.
Lo strato superiore del pavimento è il rivestimento del pavimento. Gli stessi materiali possono essere posati qui come nelle case permanenti. Affinché la casa mobile possa essere trasportata, ha bisogno di un telaio e di un timone . Entrambi sono fondamentalmente realizzati in acciaio per resistere al carico pesante.

### Muri
Le pareti interne di una casa mobile sono solitamente realizzate in cartongesso o pannelli in fibra a media densità. A causa delle ridotte dimensioni di una casa mobile, ha senso dotare le pareti di isolamento acustico .

### Pareti esterne
Le pareti esterne delle case mobili possono essere realizzate con diversi materiali. Il legno è consigliato come materiale di base per le case mobili a prova di inverno. Oltre a un buon isolamento, le barriere al vapore dovrebbero anche essere integrate nelle pareti esterne per garantire una lunga durata. I modelli economici hanno spesso un rivestimento in alluminio e sono scarsamente isolati.

### Tetto
In linea di principio, per le case mobili sono possibili tutte le forme del tetto. Produttori e fruitori utilizzano principalmente tetti piani e inclinati per contenere i costi. Il tetto è costituito da una struttura a travi con isolamento, barriera al vapore, livelli di ventilazione posteriori, pannelli a base di legno e rivestimento interno ed esterno. All'interno, la costruzione è solitamente ricoperta da pannelli di cartongesso o in fibra a media densità. All'esterno i pannelli a base di legno sono spesso rivestiti con scandole bituminose. Sono possibili anche tetti di colore verde.

### Finestre e porte
Nelle case mobili, finestre e porte possono essere installate a piacimento. Tutte le dimensioni e le forme sono concepibili. Per un isolamento adeguato, le finestre devono essere almeno con doppi vetri e le porte esterne devono essere ben isolate.
Le case mobili sono spesso leggermente sopraelevate e sono dotate di verande. Le case mobili al piano terra possono essere ampliate con terrazze.
L'interno è paragonabile a quello di un piccolo appartamento. C'è una cucina, un bagno e le solite installazioni elettriche nei soggiorni. Le case mobili sono dotate di allacciamento elettrico, acqua dolce e acque reflue e bagno, WC con sciacquone e doccia o vasca. Le cucine sono per lo più cucine attrezzate con piano cottura, lavello in acciaio inox, frigorifero, ecc.
Le case mobili offrono spazio sufficiente per sistemare i mobili (ad es. divano, armadio, letto). Una roulotte , invece, ha solo mobili in muratura; l'area salotto solitamente a forma di U può quasi sempre essere trasformata in un letto.

## Storia
Questa forma di abitazione risale all'ultimo decennio del XIX secolo e deriva dalla tradizionale roulotte. Era un modo semplice ed economico per avere una casa di campagna temporanea. Le prime case mobili sono così apparse in Gran Bretagna. Durante gli anni '50, questi rimorchi iniziarono a essere venduti come case permanenti in Nord America. Il punto di forza era (ed è tuttora) il loro basso costo rispetto alla costruzione di una casa convenzionale. Questi rimorchi avevano una forma rettangolare, piuttosto che aerodinamica, ed erano realizzati con pannelli di alluminio preverniciato per differenziarli dai rimorchi. I più piccoli potevano essere portati sul posto in auto, ma quelli più grandi richiedevano l'uso di un carro attrezzi specializzato.
Negli anni '60 e '70 il volume delle case mobili è aumentato, rendendole praticamente "immobili". Oggi queste abitazioni vengono realizzate in fabbrica, portate nel territorio prescelto e vi rimangono stabilmente. In alcuni stati degli Stati Uniti e del Canada, le case mobili sono tassate come proprietà, mentre altri Paesi le tassano in modo diverso a seconda che gli assi e le ruote rimangano al loro posto o siano rimovibili. In tutti i casi, la casa mobile poggia su un'intelaiatura metallica ed è circondata da una "gonna" per nascondere il telaio sotto il rimorchio.

## Nel mondo

### Nord America

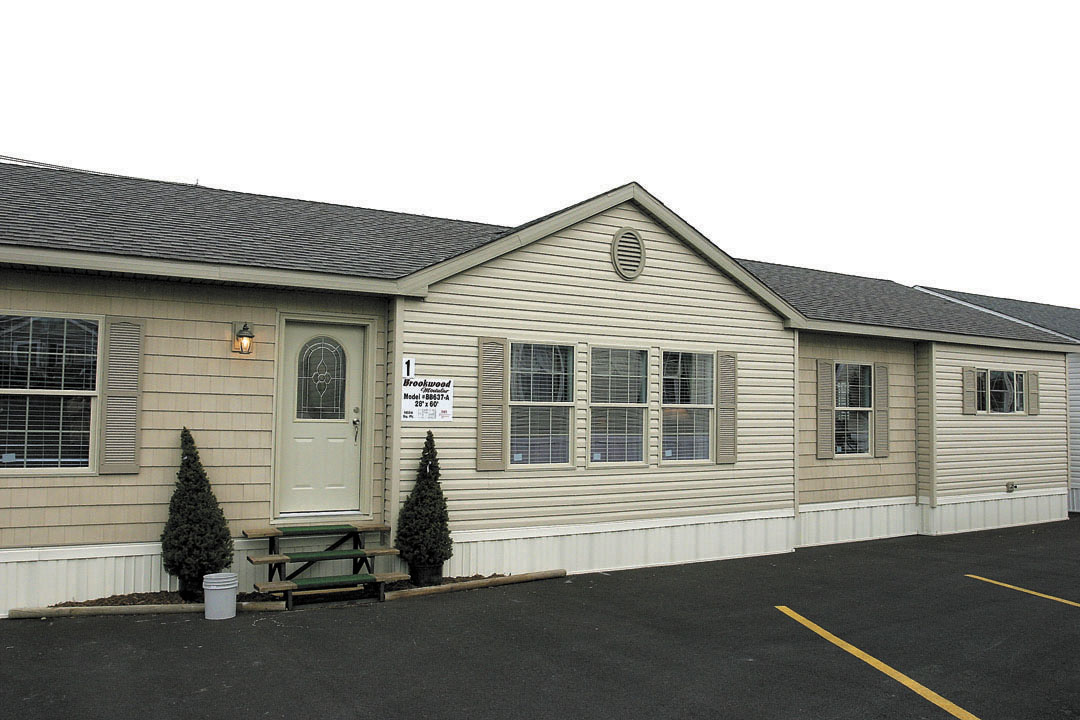
Esempio di casa mobile molto diffusa negli Stati Uniti. Nonostante sembri una casa normale, la "gonna" nasconde degli assi.

Negli Stati Uniti, una casa mobile o un rimorchio è anche inteso come un'unità abitativa trasportabile che non ha un asse. Questi edifici sono fabbricati in uno stabilimento di produzione o almeno prefabbricati lì e quindi trasportati a destinazione. In linea di principio, possono ancora essere spostati in un secondo momento, a seconda del tipo di costruzione, questo è più o meno complesso. Di norma, questo tipo di costruzione è più economico delle strutture erette in loco. Ci sono anche case mobili negli Stati Uniti che assomigliano alle case mobili conosciute in Europa. Si trovano in semplici parcheggi per roulotte (parcheggi per roulotte) e anche in strutture più confortevoli con piscine.
A metà degli anni '70, otto milioni di persone vivevano in 3,4 milioni di case mobili negli Stati Uniti. Ciò è stato preceduto da un cambiamento nella prassi di concedere garanzie sui mutui ipotecari. L'Housing Act del 1969 ha consentito alla Federal Housing Administration di assicurare per la prima volta case mobili fino a un valore di $ 10.000 e una durata fino a dodici anni. Nel 2018 c'erano circa 8,5 milioni di case mobili in America, ovvero circa il 10% del patrimonio immobiliare. Le case mobili sono un fenomeno prevalentemente americano, sebbene ci siano posti per case mobili o case mobili in Canada e nel Regno Unito, ma non sono utilizzate nella stessa misura. Secondo il giornalista Benoît Bréville, esse "fungono quindi da edilizia sociale a costo zero per gli enti pubblici, che non hanno nulla da costruire, ma con grossi profitti per i produttori che li vendono".
Non solo negli USA, ma in tutto il Nord America tale costruzione non è strettamente riservata alla ricreazione. Sebbene possa essere utilizzata per un campeggio o come casa per le vacanze, la maggior parte delle volte è una casa permanente parcheggiata su un terreno affittato o acquistato. Può essere usata anche come edificio temporaneo nei cantieri. Secondo le norme vigenti, quando il proprietario vuole disporne, può venderla ad un acquirente che si occuperà del terreno o vi trasferirà la casa.
Ci sono due tipi principali di queste case: singola e di doppia larghezza. I primi sono larghi fino a 4 metri per 30 m di lunghezza. I secondi sono costituiti da due rimorchi affiancati e uniti.
Intere comunità, allestite in “park roulotte” ( parchi per case mobili), sono molto diffuse negli Stati Uniti, dove ne sono elencate più di 35.000. I parchi possono avere da 5 a oltre 1.000 case. Sono diventati popolari a causa dei costi di acquisizione inferiori rispetto a una casa convenzionale. La loro popolazione è generalmente molto varia ma ci sono diversi parchi specializzati come comunità di pensionati negli stati del sud e comunità destinate all'affitto a turisti o vacanzieri. I parchi di case mobili sono molto meno popolari in Canada - le case mobili sono generalmente poco adattate ai climi invernali - ma si incontrano comunque. Come in tutte le comunità, gli inquilini sono soggetti a regole; in alcuni casi, ad esempio, non possono accogliere visitatori senza l'autorizzazione del proprietario del parco.

### Israele

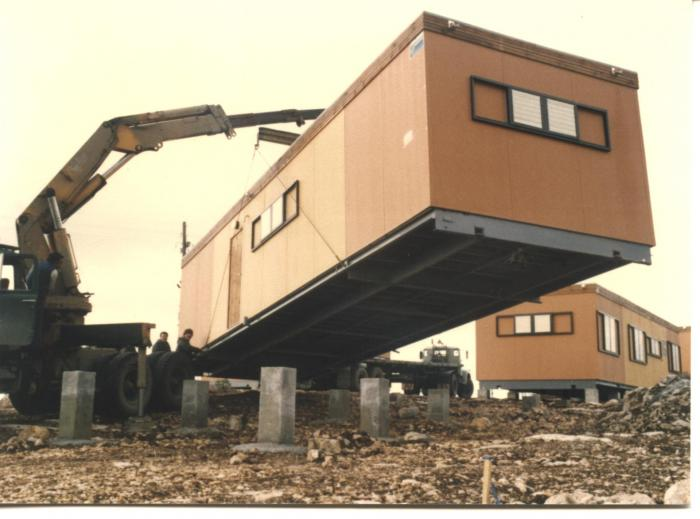
Installazione di "case mobili" a Mitzpe Hila, Israele, nel 1982

Diversi insediamenti israeliani nei territori palestinesi iniziarono con l'aiuto di carovane (ebraico: קראוואן caravan ; pl. קראוואנים, caravanim). Sono costruzioni metalliche leggere con poco isolamento. Sono allacciate ai servizi pubblici e spesso dispongono di impianto di riscaldamento e condizionamento . Nel 2005 case prefabbricate, chiamate “caravillas” (ebraico: קרווילה), sono state utilizzate dalle famiglie sfrattate dall'insediamento di Gush Katif nella Striscia di Gaza. Le caravilla sono formate da sezioni prodotte in fabbrica e montate su una fondazione permanente, che non è una casa mobile.

### Europa
In Europa l'uso permanente di tali rimorchi è insolito. Sono utilizzati principalmente nei campeggi e consentono alle persone che cercano la proprietà di una seconda casa di farlo a buon mercato. È l'alloggio all'aperto più popolare in questo momento perché permette di beneficiare dei comfort e delle infrastrutture moderne disponibili nel campeggio.

### Francia
In Francia , la norma AFNOR NF S 56-410, entrata in vigore il20 dicembre 1999, ha dato una definizione ufficiale di "  residenza mobile per il tempo libero  " chiarendone la situazione giuridica.
I punti principali sono i seguenti:
la superficie massima della casa mobile è di 20 m 2 . Oltre a ciò, è la normativa sugli HLL (case leggere per il tempo libero ) che devono applicarsi e sarà necessaria una licenza edilizia (secondo l'articolo R421-2 del codice urbanistico);
la casa mobile deve conservare il proprio mezzo di mobilità (altrimenti diventa un HLL);
precedentemente destinato solo a campeggio o PRL ( parco ricreativo residenziale ); dalla legge ALUR del 2014 è possibile installare una casa mobile (o un'altra casa mobile) su un terreno privato. Il terreno deve essere edificabile.
dalla legge ALUR è diventato legale vivere tutto l'anno, quindi come residenza principale in una casa mobile se vengono rispettate le condizioni legali.
gli accessori non devono ostacolare la sua mobilità perché deve poter essere trainato ed effettuare una svolta in qualsiasi momento su richiesta dell'amministrazione;
la casa mobile ed i suoi accessori non possono occupare più del 30% della superficie del sito [Quale?] ;
Una casa mobile senza ruote è riqualificata per legge come casa per il tempo libero leggera.
Alla fine della sua vita, la casa mobile deve essere decostruita con l'obiettivo di recuperare/riqualificare metalli, plastica e legno . In Francia esiste un REP ( responsabilità estesa del produttore ), Eco Mobil-Home, frutto dell'approccio volontario di sei costruttori francesi di case mobili, creato a febbraio 2011, senza scopo di lucro, raccoglie e assume le richieste di ritiro gratuito da campeggi, da distributori o da privati, tramite partner selezionati (trasportatori, demolitori e gestori di rifiuti). Il sistema è finanziato da un eco-contributo (100 euro nel 2018) prelevato sulla vendita di nuove case mobili. Il REP cerca anche di sviluppare l'eco-costruzione di case mobili per facilitare la futura decostruzione sostenibile .

### Italia
In Italia l’installazione di una casa mobile è regolata dall’art. 3, comma 1, lettera e.5 del DPR 380/2001.  
L’unità è considerata opera precaria se mantiene i propri mezzi di movimentazione ed è collocata a fini turistico-ricettivi per periodi limitati; in tal caso non è richiesto permesso di costruire. Diversamente, l’installazione permanente è soggetta alla disciplina edilizia ordinaria delle regioni e dei comuni.

### Regno Unito

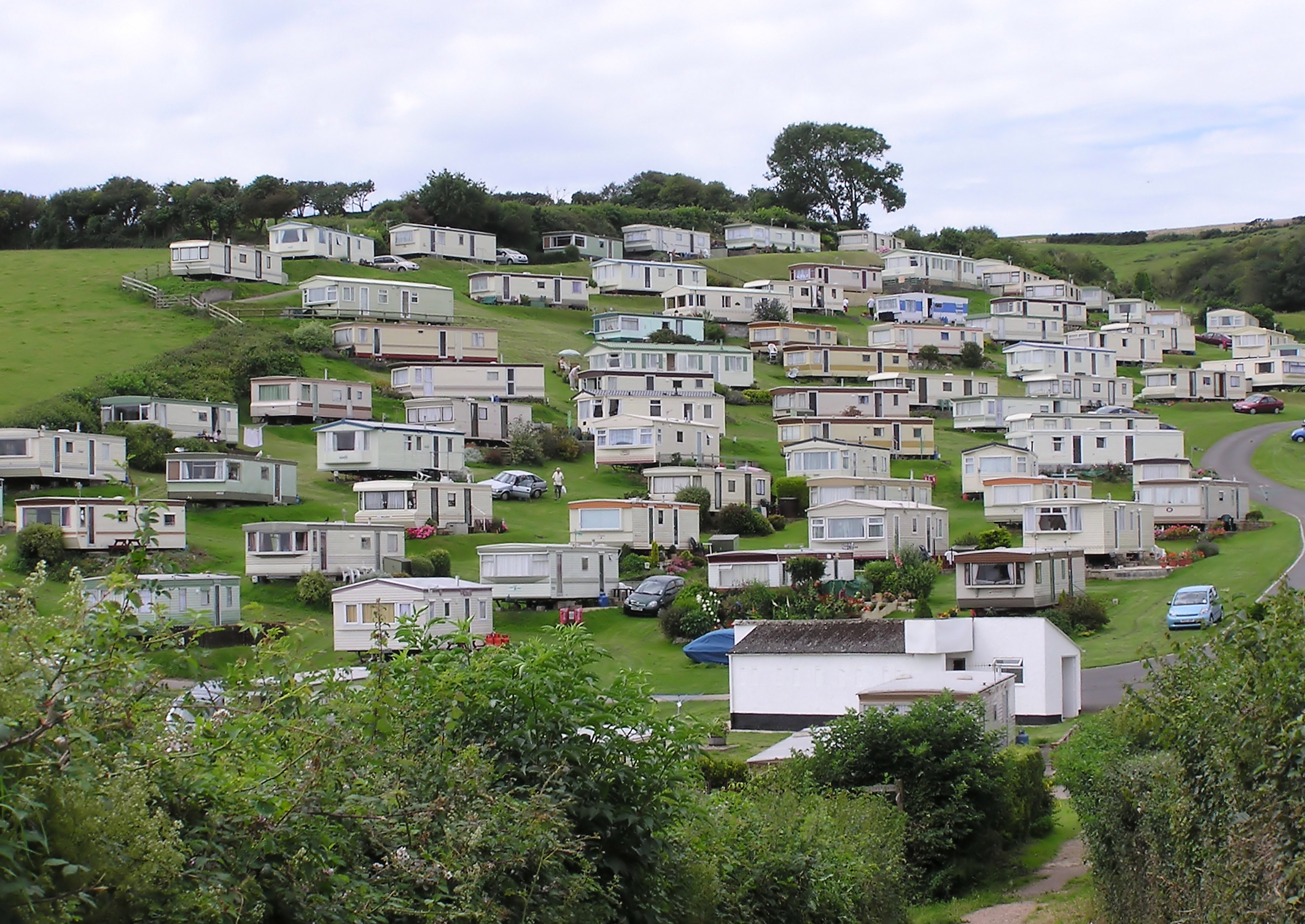
Un parco di roulotte statiche nei pressi di una scogliera a Beer, Devon, in Inghilterra

Ci sono tre tipi di roulotte nel Regno Unito: da viaggio, statiche e "case mobili" propriamente dette. Le roulotte fisse corrispondono alle case mobili mentre le case mobili corrispondono più alle case prefabbricate nella sezione della fabbrica e montate sul terreno prescelto. Le "  caravan statiche  " sono destinate al tempo libero e possono essere singole o doppie, aventi una larghezza compresa tra 2,5 e 4 metri. Si basano su terreni affittati in un campeggio o in riva a un fiume. L'affitto di tali terreni è disciplinato dalle norme dell'Office of Fair Trading.

## Pericoli
Questi case sono molto vulnerabili al vento e gran parte delle vittime durante il passaggio di tornado o uragani si è trovata proprio nelle zone delle case mobili.